# エビアン協定
エビアン協定（エビアンきょうてい）は、1962年3月18日にフランスのエヴィアン＝レ＝バンでフランス政府、アルジェリア共和国暫定政権、フランスからの独立を求めたFLN（Front de Libération Nationale）により調印された条約から成っている。この協定は3月19日に向けて宣言された正式な休戦と共に1954年からのアルジェリア戦争を終わらせ、両国間の協力的な交流の考えを正式のものとした。

## エビアン協定の中身
エビアン協定は93ページの詳細な合意事項と協定から成っていた。本質的にアルジェリア全市民に対する防御や平等、所有権の保障に加えて休戦協定や囚人の釈放、独立の保障、アルジェリアの自己決定権を網羅していた。軍事問題に関する節ではフランス軍のメルス・エル・ケビール基地に駐屯する部隊を除いて2年を超えてフランス軍が撤退する場合を定めていた（下記参照）。他には休戦に先立ち行われるいかなる活動にも制裁を加えないことを定めていた。
フランスのシャルル・ド・ゴール大統領は、サハラ砂漠の石油埋蔵に関する工業上・商業上の優位などこの地域のフランスの権益を維持したがっていた。加えてアルジェリアのフランス系共同体は、3年後にフランス市民権かアルジェリア市民権のいずれかを選択する選択肢と共にフランス市民と同様に宗教上の自由と所有権を保障されていた。交換にアルジェリアはフランス政府から技術支援と金融支援を受けていた。アルジェリア人はフランス市民と平等の政治的権利はなかったが、仕事で自国とフランスを自由に行き来し続けることは許されていた。OASの右派は、1962年8月にパリのクラマールでド・ゴールに対する一連の爆撃や暗殺計画を通じて交渉に反対した。
合意事項には「アルジェリアはフランスが（フランスにとって）必要な特定の空軍基地や地域、施設、軍事施設を使用することを認める」とする条項があった。合意事項は特にフランスが更に15年間メルス・エル・ケビールの（地下核実験施設も有する）海軍施設を維持することをフランスに許していたが、フランスは合意から僅か5年後の1967年に撤退することを選択した。

## 投票
1962年4月8日に行われた住民投票でフランスの有権者は、約91％の賛成で協定に賛成した。最終結果はアルジェリアの独立に賛成が17,866,423票、反対が1,809,074票であった.。
7月1日、協定はアルジェリアで第二回住民投票にかけられ、5,975,581票が賛成票で、僅か16,534票が反対票であった。ド・ゴールは7月3日にアルジェリアは独立国であると宣言した。

## 交渉担当者
- アルジェリア民族解放戦線（FLN）代表
  - クリム・ベルカセム（英語版）
  - ラフダル・ベトバル（英語版）
  - サアド・ダハラブ（英語版）
  - セギル・モステファイ（英語版）
  - ムハメド・ヤズィド（英語版）
  - アハメド・フランスィス（英語版）
  - タイーブ・ブラールフ（英語版）
  - モハメド・セディク・ベン・ヤヒア（英語版）
  - レドハ・マレク（英語版）
  - カイド・アハメド（英語版）（スリマン司令官）
  - メンジリ司令官（英語版）
- フランス代表
  - ルイ・ジョクス（英語版）
  - ベルナール・トリコー（英語版）
  - ロラン・カデー（英語版）
  - イヴ・ロランビエカール（英語版）
  - クロード・シャエー（英語版）
  - ブリュノ・ド・ルース（英語版）
  - ヴァンセン・ラブレー（英語版）
  - ジャン・スィモン（英語版）（将軍）
  - ユベール・ド・スガン・パズィ（英語版）（中佐）
  - ロベール・ビュロン（英語版）
  - ジャン・ド・ブログリ（英語版）

## 合意の結果
歴史学者アリステア・ホーンは合意事項の殆どの規定は既に起きていることの追認であったと論評している。独立に先立つ百万人強の殆ど全てのヨーロッパ人の大規模な出国は、フランス軍と外人部隊アルキとして活動するムスリムの広範な殺戮が条約の免除規定に直接違反していたとはいえ、3年間の移行期間を空文句にした。

## 参照
1. ↑  Alistair Horne, A Savage War of Peace: Algeria 1954-1962
2. ↑  france-politique.fr
3. ↑  
“Proclamation des résultats du référendum d'autodétermination du 1er juillet 1962”. Journal Officiel de l'État Algérien (1962年7月6日). 2009年4月8日閲覧。
4. ↑  Alistair Horne, page 521 A Savage War of Peace: Algeria 1954-1962', ISBN 0-670-61964-7'